# 桑吉沃·辛格拉
桑吉沃·庫馬爾·辛格拉（英語：Sanjeev Kumar Singla），印度外交官，现任印度驻法国兼驻摩纳哥大使，曾任印度駐以色列大使。

## 經歷
1997年，辛格拉進入外交部門。他曾在印度駐外使館的多個崗位上任職，包括巴黎（1999年9月至2002年12月）、達卡（2005年12月至2008年12月）、日內瓦（2009年1月至2011年8月）和特拉維夫（2013年11月至2014年7月），並在外交部總部美國事務辦公室任職（2002年12月至2004年6月），擔任副禮賓司長（2004年7月至2005年12月），以及外長辦公室主任（2011年8月至2013年10月）。他還在2014年8月至2019年8月期間擔任總理私人秘書（2015年晉升爲聯合祕書）。
2019年7月19日，辛格拉被任命爲印度駐以色列大使。10月15日，遞交國書副本。11月21日，向以色列總統遞交國書。2024年12月离任。
现任印度驻法国兼驻摩纳哥大使。

## 個人生活
桑吉沃·辛格拉的妻子K·南迪妮·辛格拉同爲外交官，曾任印度驻毛里求斯高级专员。